# Armenbibel

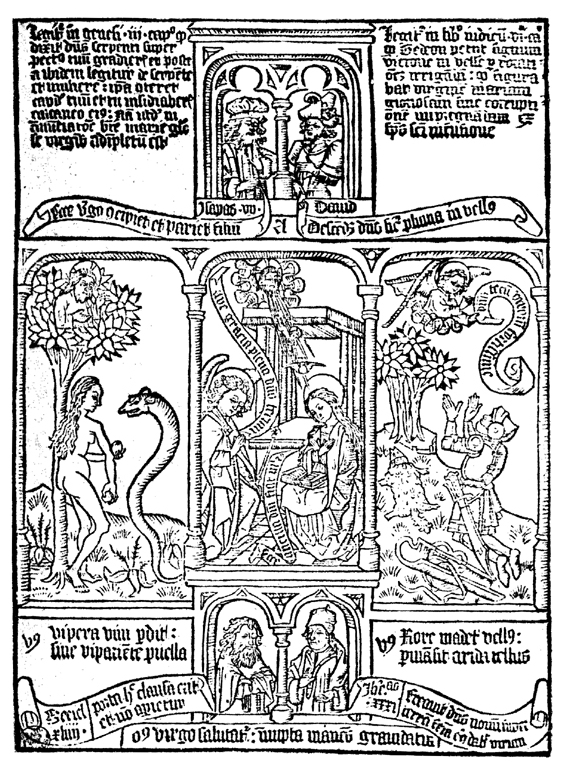
Seite einer Biblia Pauperum aus dem 15. Jahrhundert: Mittelbild Verkündigung, links Eva, rechts Gideon

Als Armenbibel (lateinisch Biblia pauperum, „Bibel für die Armen“) wird die mittelalterliche Sammlung einer bestimmten Anzahl von Blättern bezeichnet, auf denen bildlich meistens jeweils eine Szene aus dem Neuen Testament oder einer ihm zugeordneten Überlieferung umrahmt wird von Szenen und Texten aus dem Alten Testament.
In der Romanik wurde diese Kunstform bisweilen in Kirchen als Freskenzyklus angewendet, etwa in der Vorhalle des Gurker Doms und im Schiff der Kirche Sogn Gieri (deutsch Heiliger Jöri oder Georg) von Rhäzüns.

## Aufbau und Inhalt

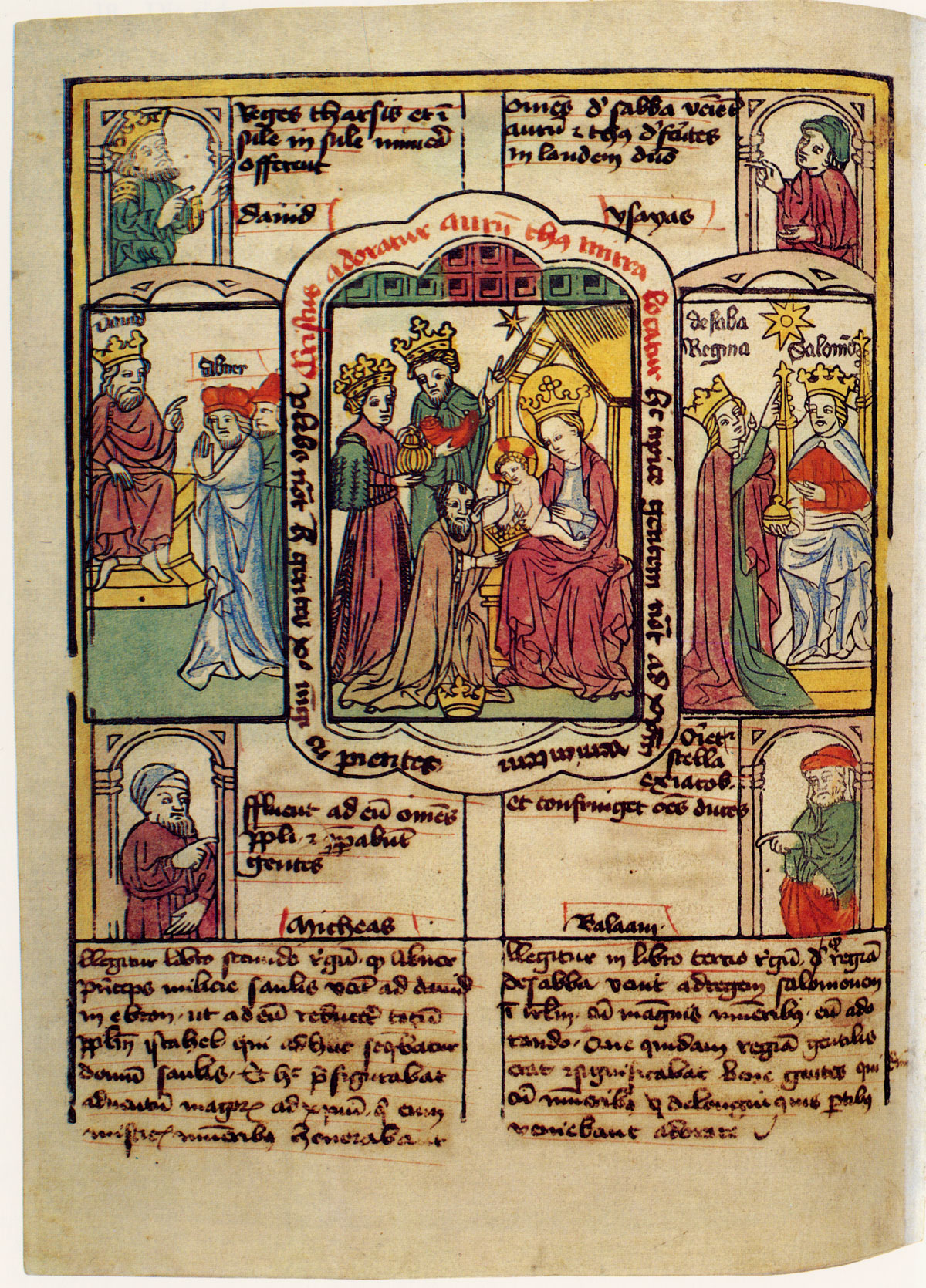
Biblia pauperum, um 1455: Blockdruck mit teils eingedrucktem, überwiegend aber handschriftlich ergänztem Text

Für gewöhnlich ist eine Seite einer Biblia Pauperum in neun Teile aufgeteilt: Im Mittelpunkt (1) wird entweder eine Szene aus dem Leben Jesu Christi dargestellt, die von der Geburt, der Kindheit, dem öffentlichen Wirken oder der Passion Jesu erzählt oder von den Anfängen der Christenheit, dem Ende der Weltgeschichte und dem Beginn des ewigen Friedensreiches Christi. Über und unter der zentralen Szene sind vier Abbildungen (2–5) angeordnet, wahlweise die von biblischen Propheten, Dichtern und Personen, versehen mit einer entsprechenden Textpassage. Häufig wird das Leitmotiv rechts (6) und links (7) von je einer Szene aus dem Alten Testament (incl. Apokryphen) gerahmt, die beide knapp in eigenen Textfeldern (8–9) erklärt und ins Verhältnis zum Hauptbild gebracht werden. Bei der Auswahl der beiden Flügelbilder (6 und 7) wird gerne eine Geschichte gewählt, die sich vor, und eine, die sich nach dem Bundesschluss am Sinai ereignet hat.
Die Biblia Pauperum ist also eine Art Konkordanz, die Stellen aus dem Alten und aus dem Neuen Testament als Typus und Antitypus (Typologie) miteinander in Verbindung bringt. Das zeigen auch die Bezeichnungen „Figuræ typicæ Veteris Testamenti atque antitypicæ Novi Testamenti“ (Figürliche Bilder des alten und neuen Testaments) oder „Historia Christi in Figuris“ (Geschichte Christi in Bildern). Typische spätmittelalterliche Armenbibeln bestehen aus rund vierzig solcher Szenen, die chronologisch geordnet sind, womit eine Harmonie der zeitlichen Abfolge entsteht, die in den überlieferten Texten so nicht gegeben ist. Die Armenbibeln wurden als Blockbuch entweder im Holzdruckverfahren hergestellt, wobei jede Seite einzeln einseitig bedruckt und dann jeweils zwei Seiten zusammengeklebt wurden oder die einzelnen Blätter wurden einseitig handgemalt; das ganze wurde als Buch gebunden.
Eine solche Bibelausgabe war, weil sie nur einen Teil der biblischen Geschichten enthielt, wesentlich preiswerter und handhabbarer als das Manuskript eines umfangreichen Volltextes, und die Armenbibeln fanden so als eines der ersten Blockbücher weite Verbreitung. Außerdem beinhaltete die Zuordnung von oft acht vorneutestamentlichen Texten eine Art Kommentar zum Neuen Testament, den Anfängen der Kirchengeschichte und deren Zukunft, die das Verstehen und die Vermittlung der Kerngeschichte erleichterten.

## Geschichte und Rezeption
Die Erfindung der Biblia Pauperum wird Ansgar von Bremen zugeschrieben. Dafür spricht eine handschriftliche Notiz auf einer Armenbibel in Hannover und dazu passende Überreste von Bildern, die in der Kathedrale von Bremen gefunden wurden. Die Bezeichnung Armenbibel für diese Art der Darstellung kommt jedoch erstmals in einem Bibliothekskatalog der Herzog August Bibliothek in Wolfenbüttel vor.
Der genaue Zweck der Armenbibeln ist nicht bekannt. Sie hatte jedoch einigen Einfluss bei der Verbreitung von Glaubensmysterien und die Motive wurden von Predigern und Künstlern benutzt. Die Auswahl von Geschichten erinnert an die der mittelalterlichen Fastentücher, die Verbindung von Bild und einem darunter befindlichen, zweiteiligen, knappen Reimvers an das Große Zittauer Fastentuch.
Eine Sonderrolle nimmt der Umstand ein, dass eine Erzählung aus dem Pseudo-Matthäus-Evangelium Eingang in den Kernbestand der ansonsten kanonischen Texte fand: Die Erzählung vom Sturz der Götter in Ägypten beim Einritt des Kleinkindes Jesu in die Stadt Sotinen.
Mit der Verbreitung von gedruckten Vollbibeln im 16. Jahrhundert verloren die Armenbibeln an Bedeutung und gerieten fast in Vergessenheit.